# Atractaspis branchi
Atractaspis branchi là một loài rắn độc thuộc chi Atractaspis. Loài này sinh sống ở phía tây Liberia và đông nam Guinea. Loài rắn này có răng nanh hướng sang ngang cho phép chúng tấn công và tiêm nọc độc vào con mồi từ bên cạnh. Loài rắn khác thường này thậm chí có thể thực hiện một cú tấn công ngang khi đang ngậm miệng.
Việc phát hiện loài rắn này được công bố trên tạp chí Zoosystematics and Evolution.